# Рождественский, Виктор Андреевич
Ви́ктор Андре́евич Рожде́ственский (род. 1927) — советский и российский актёр театра, кино и дубляжа.

## Биография
Виктор Рождественский родился 2 апреля 1927 года. Играл в Московском ТЮЗе. В кинематографе дебютировал в 1957 году в небольшой роли в фильме «Ночной патруль». Много работал в озвучивании кинокартин, в том числе фильмов с участием Жерара Филипа и Марио Ланца.

## Творчество

### Театральные работы
- «Начало пути» — С. М. Киров
- «Гастелло» — Николай Гастелло
- «Аттестат зрелости» — Женя
- «Голубая звезда» — Джен
- «Три мушкетёра» — д’Артаньян
- «Суворовцы» — Харитоненко
- «Павлик Морозов» — Данила
- «Гимназисты» — Виктор
- «Король Пиф-Паф, но не в этом дело» — кавалер Чертополох
- «Пока не поздно» — Сыч
- «Тень над переулком» А. И. Милявский — апостол

### Фильмография
- 1956 — Дело № 306 — Сергеев, старшина милиции на месте происшествия (нет в титрах)
- 1957 — Ночной патруль — Митрохин, дежурный по городу капитан милиции (нет в титрах)
- 1960 — Тучи над Борском — Сергей Капитонович Боярцев, директор школы
- 1962 — Знакомый адрес — Кремнёв, полковник
- 1963 — Сгорел на работе — архитектор
- 1964 — Большая руда — следователь
- 1965 — Листок из блокнота — Андрей Табаков
- 1968 — Щит и меч (Серия 3. «Обжалованию не подлежит», Серия 4. «Последний рубеж») — помощник Зубова (в титрах не указан)
- 1969 — Преступление и наказание — священник
- 1971 — Здесь проходит граница — Георгий Брагин, майор НКВД (озвучивал Константин Тыртов)
- 1972 — Иванов катер — Пахомов
- 1972 — Иду в завтра — Соколов, начальник отряда
- 1973 — Дмитрий Кантемир — генерал Кропотов
- 1973 — Семнадцать мгновений весны (4-я серия) — Цоллер, адъютант Гиммлера
- 1974 — Контрабанда — эпизод
- 1974 — Считайте меня взрослым
- 1975 — Там, за горизонтом — Алексей Степанович
- 1979 — Город принял — член следственной группы
- 1981 — Большая короткая жизнь — Нестеренко
- 1981 — Через Гоби и Хинган — генерал
- 1982 — Остановился поезд — полковник, пассажир поезда
- 1983 — Прости меня, Алёша — эпизод
- 1987 — Акция — эпизод
- 1989 — Бархан — эпизод
- 1989 — Любовь с привилегиями — отдыхающий в санатории
- 1989 — Смиренное кладбище — адвокат
- 1991 — Агенты КГБ тоже влюбляются — заснувший гость
- 1992 — Милостивые государи — настоятель монастыря
- 1994 — Графиня Шереметева — священник на венчании
- 2003 — Кобра. Антитеррор (фильм 6-й, «Гнев») — эпизод
- 2005 — Девятого мая…
- 2008 — Соло для пистолета с оркестром — эпизод
- 2011 — Сваты-5 — эпизод

### Озвучивание
- 1937 — Арсен (озвучивание восстановленной версии 1969 года)
- 1950 — Любимец Нового Орлеана (англ. The Toast of New Orleans, США) — Пепе Дюваль (роль Марио Ланца)
- 1951 — Великий Карузо (англ. The Great Caruso, США) — Энрико Карузо (роль Марио Ланца)
- 1954 — Красное и чёрное (фр. Le Rouge et le noir, Франция) — Жюльен Сорель (роль Жерара Филипа)
- 1954 — Сёстры Рахмановы (Ташкентская киностудия)
- 1955 — Весенние заморозки (лат. Salna pavasari, Рижская студия) — Андрис (роль О. Крастыньша)
- 1955 — Бахтияр (другое название «Любимая песня», Бакинская киностудия) — Бахтияр Мурадов (роль Р. Бейбутова)
- 1955 — «Ночь и туман» (Argos Films) (озвучивание)
- 1956 — «Яхты в море» (Таллинфильм) — Юхан Каск (роль Рейно Арена)
- 1956 — Встретимся на стадионе (Ташкентская студия) — Асад (роль А. Алиходжаева)
- 1956 — Баши-Ачук (Грузия-фильм)
- 1959 — Серенада большой любви — Тонио Коста (роль Марио Ланца)
- 1965 — Выстрел (пол. Wystrzał, ПНР) — Сильвио (роль. Игнаци Гоголевского)
- 1967 — Чингачгук — Большой Змей (Deutsche Film AG, ГДР) — Зверобой (роль Рольфа Рёмера)
- 1967 — Гора динозавров (мультфильм)
- 1970 — Смертельная ошибка — Чёрный барс (роль Гойко Митича)
- 1971 — Остров сокровищ — Сквайр Трелони (роль Альгимантаса Масюлиса)
- 1973 — В пустыне и джунглях — Владислав Тарковский (роль Станислава Ясюкевича)
- 1981 — Профессионал — капитан Валера (роль Мишеля Бона)